# Dafne Keen
Dafne Keen Fernández (Madrid, 4 de janeiro de 2005) é uma atriz britânico-espanhola. Depois de estrear como Ana "Ani" Cruz Oliver na série de televisão The Refugees de 2014 a 2015, recebeu reconhecimento e elogios por seu papel como Laura no filme Logan, de 2017. Keen recebeu vários prêmios, incluindo o Empire Award de Melhor Estreante, e indicações para o Critics' Choice Award e o Saturn Award. De 2019 a 2022, estrelou como Lyra Belacqua na série His Dark Materials. Em 2024, estrelou cinco episódios da série The Acolyte, da franquia Star Wars, e reprisou seu papel como Laura no filme Deadpool & Wolverine.

## Biografia
Dafne Keen nasceu em Madrid. Ela é a filha do ator britânico Will Keen, e da atriz, diretora de teatro e escritora espanhola María Fernández Ache, que nasceu em Verín, Galiza. Seu bisavô paterno foi Edward Curzon, 6º Visconde de Howe; suas tias são a poetisa Alice Oswald e a escritora Laura Beatty.

## Carreira
Keen começou a atuar em 2014, estrelando ao lado de seu pai na série de televisão The Refugees, da BBC, onde interpretou Ana "Ani" Cruz Oliver. A série terminou em 2015 após uma temporada.
Dois anos depois de sua estreia nas telas, e após vários testes, Keen foi escalada pela 20th Century Fox para uma produção de grande orçamento de Hollywood; ela apareceu com Hugh Jackman no filme de super-herói Logan, de 2017, como a mutante Laura / X-23, o clone infantil de Wolverine. O filme estreou com sucesso crítico e financeiro, e é considerado um dos melhores filmes de super-heróis de todos os tempos. O desempenho de Keen lhe rendeu um Empire Award de Melhor Estreante e várias indicações, que incluem a Chicago Film Critics Association, o Saturn Awards e muito mais. Keen era para estrear em um filme solo de Laura, cancelado após a aquisição da 21st Century Fox pela The Walt Disney Company.
Em 2019, Keen foi escalada para o papel principal de Lyra Belacqua na adaptação televisiva, da BBC/HBO, da trilogia His Dark Materials, onde ela co-estrela junto com a atriz Ruth Wilson; seu pai também faz parte do elenco da série, interpretando o inimigo de Lyra, Padre MacPhail. A série tem uma recepção positiva, e Keen recebeu elogios por sua atuação, com o The Hollywood Reporter escrevendo "... esse esforço acerta muito do que faz os livros se destacarem, e tanto os efeitos especiais quanto um elenco repleto de estrelas liderado por Dafne Keen e Ruth Wilson estão em ótima forma". Pelo papel, ela foi indicada ao Prêmio BAFTA Cymru de Melhor Atriz em 2020.
Em 2020, Keen estrelou ao lado de Andy García na comédia dramática Ana; o filme foi anunciado originalmente em 2017, mas foi adiado até 2020. O filme teve críticas mistas, embora o desempenho de Keen tenha recebido elogios. A crítica de cinema Amari comentou sobre seu "carisma e presença" e escreveu como Keen e Garcia "melhoram a presença um do outro a ponto de você poder perdoar as deficiências do filme".
Em novembro de 2022, Keen se juntou ao elenco da série The Acolyte, da franquia Star Wars. Em julho de 2024, Keen foi anunciada para reprisar seu papel como Laura no filme Deadpool & Wolverine, do Universo Cinematográfico Marvel.

## Filmografia

### Filmes
| Ano  | Título               | Papel        | Notas        |
| ---- | -------------------- | ------------ | ------------ |
| 2017 | Logan                | Laura / X-23 |              |
| 2020 | Ana                  | Ana          |              |
| 2024 | Deadpool & Wolverine | Laura / X-23 |              |
| TBA  | Whistle              |              | Pós-produção |
| TBA  | Night Comes          |              | Em produção  |

### Televisão
| Ano       | Título             | Papel                 | Notas                         |
| --------- | ------------------ | --------------------- | ----------------------------- |
| 2014–2015 | The Refugees       | Ana "Ani" Cruz Oliver | Papel recorrente; 7 episódios |
| 2019–2022 | His Dark Materials | Lyra Belacqua         | Papel principal; 23 episódios |
| 2024      | The Acolyte        | Jecki Lon             | 5 episódios                   |

### Podcast
| Ano  | Título                    | Voz                                | Notas                         |
| ---- | ------------------------- | ---------------------------------- | ----------------------------- |
| 2021 | The Battersea Poltergeist | Apresentadora / Shirlley Hitchings | Papel principal; 13 episódios |

## Prêmios e nomeações
| Ano  | Prêmio                                        | Categoria                               | Trabalho | Resulto     | Ref.   |
| ---- | --------------------------------------------- | --------------------------------------- | -------- | ----------- | ------ |
| 2017 | Chicago Film Critics Association              | Melhor Performance Promissora           | Logan    | Indicado    | [ 28 ] |
| 2017 | Dublin Film Critics' Circle                   | Artista Revelação do Ano                | Logan    | Indicado    | [ 29 ] |
| 2017 | Las Vegas Film Critics Society                | Melhor Filme Juvenil                    | Logan    | Vice-campeã | [ 30 ] |
| 2017 | Los Angeles Online Film Critics Society       | Melhor Ator ou Atriz até 23 anos        | Logan    | Indicado    | [ 31 ] |
| 2017 | Online Film Critics Society                   | Melhor Estrela Emergente                | Logan    | Indicado    | [ 32 ] |
| 2017 | Phoenix Film Critics Society                  | Melhor Performance Juvenil              | Logan    | Indicado    | [ 33 ] |
| 2017 | Phoenix Film Critics Society                  | Melhor Performance Inovadora            | Logan    | Indicado    | [ 33 ] |
| 2017 | Seattle Film Critics Society                  | Melhor Performance Juvenil              | Logan    | Indicado    | [ 34 ] |
| 2017 | Washington D.C. Area Film Critics Association | Melhor Performance Juvenil              | Logan    | Indicado    | [ 35 ] |
| 2018 | Critics' Choice Movie Award                   | Melhor Ator/Atriz Jovem                 | Logan    | Indicado    | [ 36 ] |
| 2018 | Houston Film Critics Society                  | Melhor Atriz Coadjuvante                | Logan    | Indicado    | [ 37 ] |
| 2018 | London Film Critics Circle                    | Jovem Artista Britânico/Irlandês do Ano | Logan    | Indicado    | [ 38 ] |
| 2018 | Online Association of Female Film Critics     | Melhor Performance                      | Logan    | Venceu      | [ 39 ] |
| 2018 | Online Film and Television Association        | Melhor Performance Juvenil              | Logan    | Vice-campeã | [ 40 ] |
| 2018 | Online Film and Television Association        | Melhor desempenho inovador: feminino    | Logan    | Indicado    | [ 40 ] |